# Luisia amesiana
Luisia amesiana är en orkidéart som beskrevs av Robert Allen Rolfe. Luisia amesiana ingår i släktet Luisia och familjen orkidéer.
Artens utbredningsområde är Burma. Inga underarter finns listade i Catalogue of Life.

## Bildgalleri

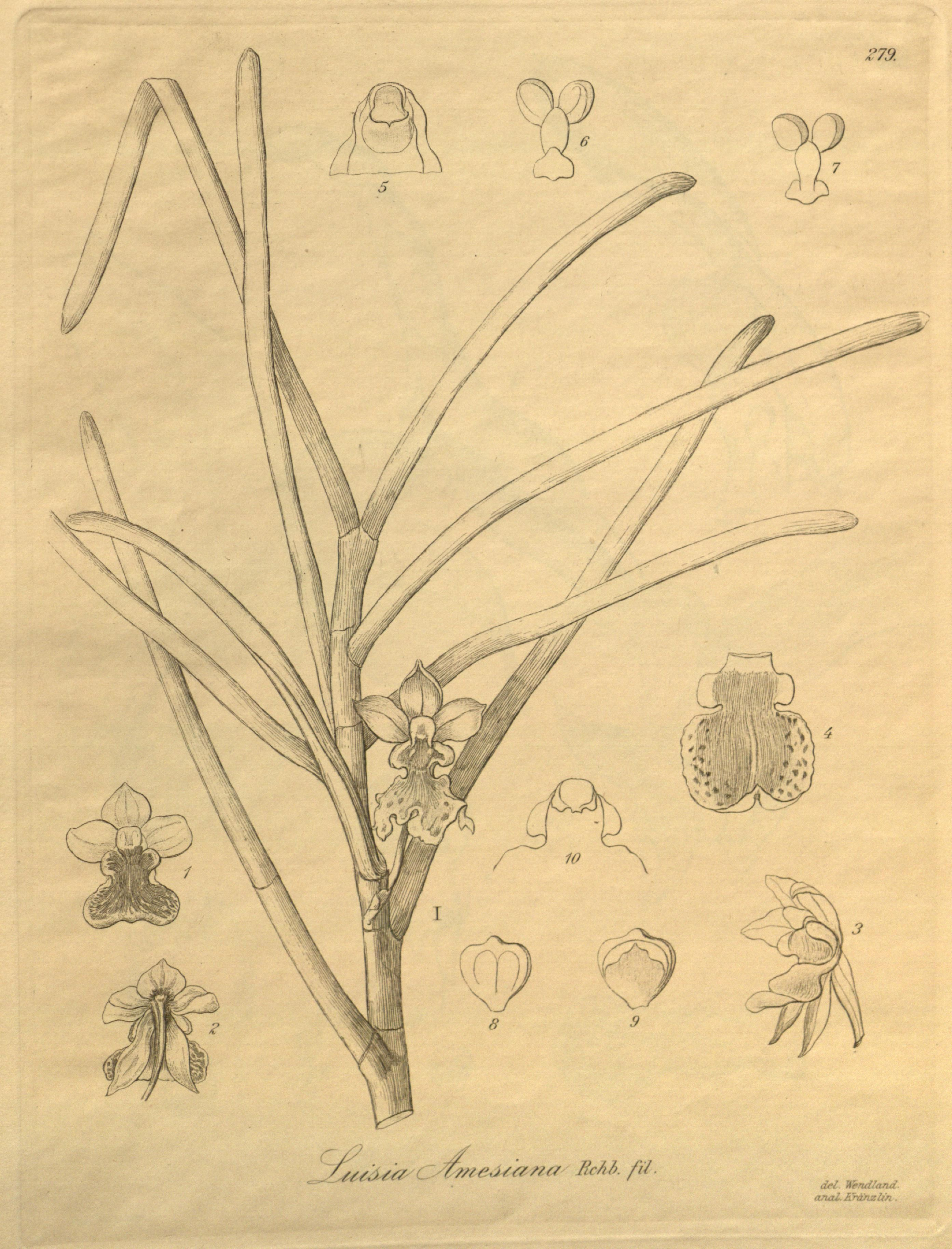